# Clymenella torquata
Clymenella torquata is een borstelworm uit de familie Maldanidae. De wetenschappelijke naam van de soort werd in 1855 gepubliceerd door Joseph Leidy.

## Verspreiding
Clymenella torquata is inheems in de noordwestelijke Atlantische Oceaan. Het verspreidingsgebied strekt zich uit van de Saint Lawrencebaai tot Texas. Buiten het oorspronkelijke verspreidingsgebied zijn populaties bekend uit Engeland, Brits-Columbia en Washington. De soort wordt gevonden in modder-, zand- en grindachtige leefomgevingen en kan een breed scala aan temperaturen en zoutgehaltes verdragen. In zowel zijn oorspronkelijke verspreidingsgebied als op plekken waar de soort geïntroduceerd is, kan de borstelworm dichte populaties ontwikkelen, met aanzienlijke effecten op het omringende sediment.